# Čalovec
Čalovec es un municipio del distrito de Komárno en la región de Nitra, Eslovaquia, con una población estimada a final del año 2024 de 1109 habitantes.
Se encuentra ubicado al suroeste de la región, cerca de los ríos Danubio y Váh, y de la frontera con Hungría.

## Demografía
| Año        | 1994 | 2004    | 2014    | 2024    |
| ---------- | ---- | ------- | ------- | ------- |
| Población  | 1169 | 1177    | 1164    | 1109    |
| Diferencia |      | +0,68 % | −1,10 % | −4,72 % |

| Año        | 2023 | 2024    |
| ---------- | ---- | ------- |
| Población  | 1122 | 1109    |
| Diferencia |      | −1,15 % |